# Звиница
Звиница (болг. Звиница) — село в Болгарии. Находится в Кырджалийской области, входит в общину Кырджали. Население составляет 486 человек.

## Политическая ситуация
В местном кметстве Звиница, в состав которого входит Звиница, должность кмета (старосты) исполняет Ниязи Назим Вели (Движение за права и свободы (ДПС)) по результатам выборов.
Кмет (мэр) общины Кырджали — Хасан Азис (Движение за права и свободы (ДПС)) по результатам выборов.